# Pleokroism

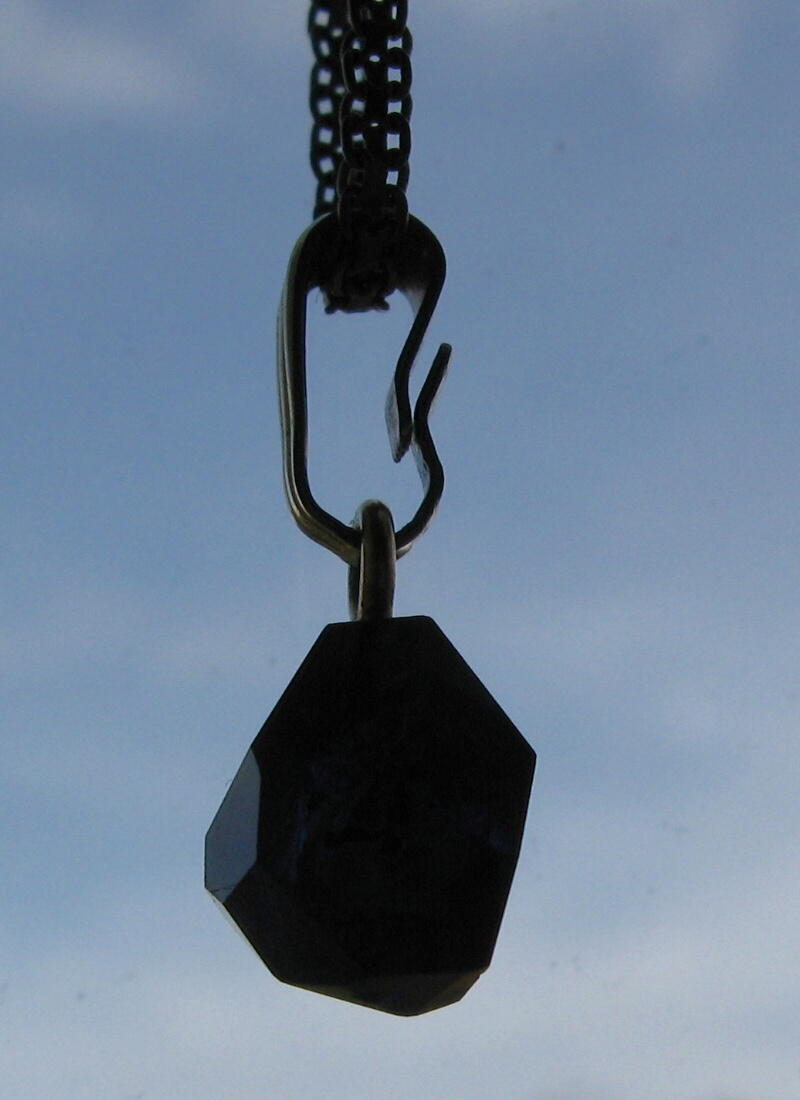
Facetterad cordierit i kedja sedd i den blåvioletta a-axelns riktning

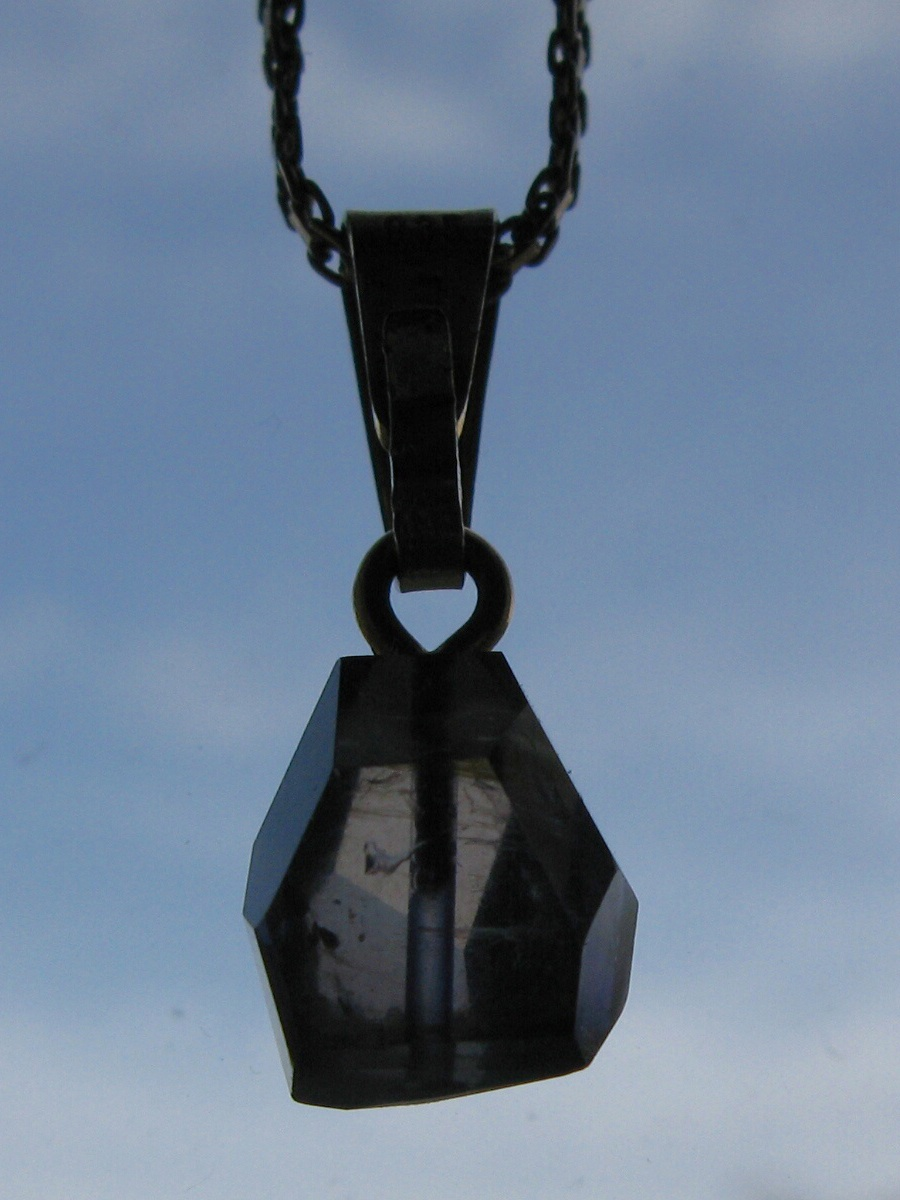
Facetterad cordierit i kedja sedd i den färgsvaga b-axelns riktning

Pleokroism (från grekiska: ”πλεων” = pléon för ’mer’ och ”χρωμα=chroma för ’färg’) är en inre optisk egenskap hos färgade anisotropa mineral och kemiska ämnen. Vid pleokroism är ljusabsorptionen olika i olika riktningar. Skillnaden kan vara olika stark absorption – svagare eller starkare färg – eller så är den spektrala absorptionsfördelningen olika – exempelvis kan en kristall se rödaktig ut i en riktning och blåaktig i en annan riktning. Anisotropa ämnen som tillhör det hexagonala, trigonala eller tetragonala kristallsystemet kan uppvisa två olika huvudfärger. Detta benämns ibland dikroism, (tvåfärgad). Ämnen som tillhör det ortorombiska, monoklina eller triklina kristallsystemet kan uppvisa tre olika huvudfärger. Detta benämns ibland trikroism, (trefärgad). Betraktas ämnet i sned vinkel mellan de olika huvudfärgerna blir resultatet en blandning av de olika färgerna. Pleokroism uppträder inte i isotropa ämnen såsom amorfa, det vill säga icke kristallina ämnen, och inte heller i mineral tillhörande det kubiska kristallsystemet. Men om isotropa ämnen utsätts för exempelvis enkelsidigt tryck kan pleokroism uppträda. Alla naturliga ädelstenar som uppvisar pleokroism är dubbelbrytande. 

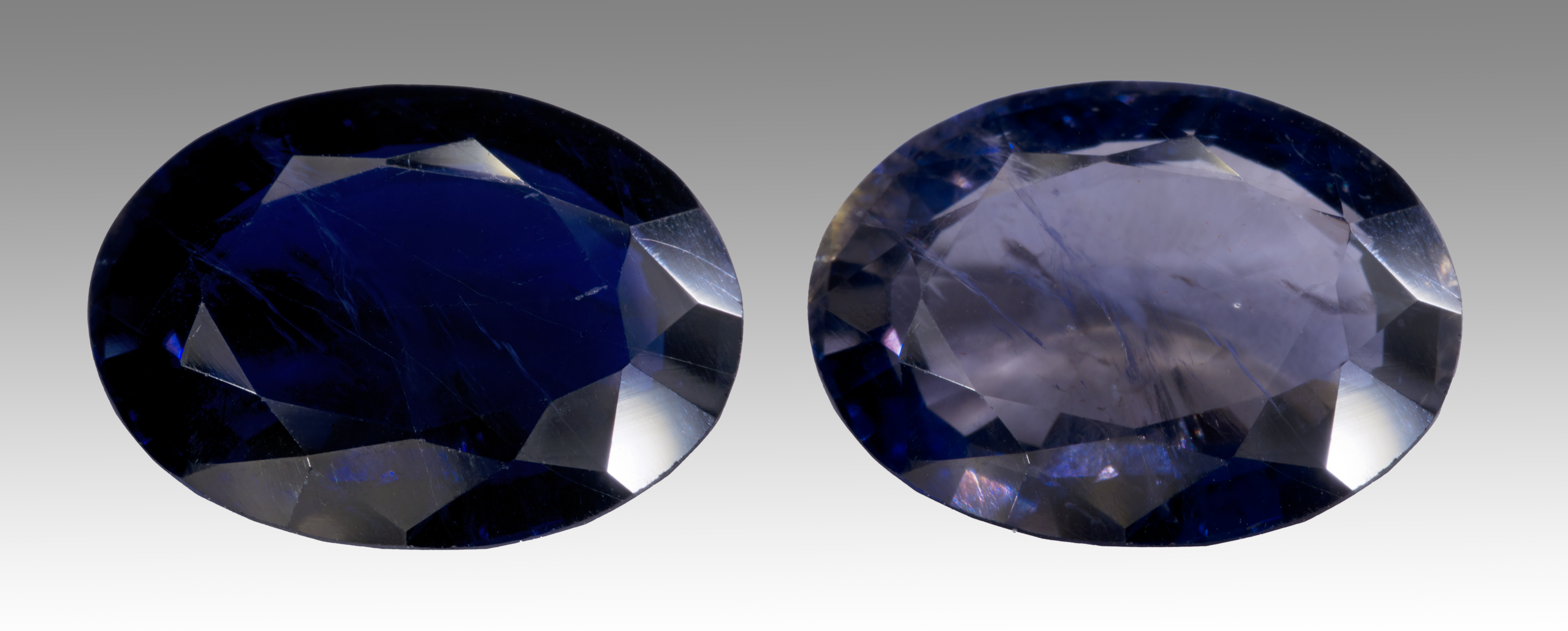
Pleokroism hos cordierit. Den vänstra bilden i polariserat ljus

Endast ett fåtal mineral har så stark pleokroism att det kan ses med blotta ögat. I övriga fall måste instrument användas för att fastställa pleokroism.

## Om olika axlar
Pleokroism följer brytningsindexens axlar. Axlarna står vinkelrät mot varandra. Det gäller även för ämnen som tillhör det monoklina eller triklina kristallsystemet, där en respektive tre kristallaxlar lutar. Brytningsindexets axlar följer inte alltid kristallaxlarnas riktning.
I ämnen som tillhör det hexagonala eller det tetragonala kristallsystemet finns det en(1) optisk axel (inte att förväxlas med axel i ett optiskt system med linser, speglar och liknande). Den optiska axeln sammanfaller med kristallens c-axel och riktningen för det extraordinära brytningsindexet nε. Längs denna axel, d.v.s. man betraktar ett snitt vinkelrät mot den optiska axeln, observeras endast det ordinära brytningsindexet nω, och ingen dubbelbrytning och inte heller någon färgväxling. Turmaliner absorberar starkt i denna riktning. I ett snitt parallellt med den optiska axeln, d.v.s. sett vinkelrät mot den optiska axeln, kan de två brytningsindexen nω och nε och maximal färgväxling observeras i planpolariserat ljus. De två huvudfärgerna ändras inte om ämnet roteras runt den optiska axeln. Turmaliner brukar ha en prismatisk habitus med c-axeln parallell med prismat varför det är lätt att orientera mineralet för att se maximal färgväxling. 
I ämnen som tillhör det ortorombiska, monoklina eller det triklina kristallsystemet finns det två optiska axlar. Dessa två ligger i ett plan mellan axeln för det lägsta brytningsindexet nα och axeln för det högsta brytningsindexet nγ. De optiska axlarna lutar från nγ-axeln mot nα-axeln så att det resulterande värdet på brytningsindexet blir lika med nβ. 
I det ortorombiska kristallsystemet sammanfaller brytningsindexens axlar nα, nβ och nγ med kristallaxlarna a, b och c, dock inte nödvändigtvis i samma ordningsföljd. 
I det monoklina kristallsystemet sammanfaller brytningsindexets axel för nβ med någon av kristallaxlarna a, b eller c. 
I det triklina kristallsystemet sammanfaller vanligtvis ingen av brytningsindexens axlar med någon av kristallaxlarna a, b eller c. Därtill kommer att brytningsindexen varierar med ljusets våglängd (se dispersion) med följd att dessa axlar inte har en konstant orientering i förhållande till kristallaxlarna..
Endast undantagsvis kan någon av brytningsindexens axlar sammanfalla med kristallaxlarna a, b eller c. Det går inte enkelt, som i fallet turmaliner, att orientera en sådan kristall utifrån den yttre kristallformen för att se pleokroismens maximala färgväxling.

## Dikroskop
För att lättare kunna se pleokroism använder man sig av planpolariserat ljus. Antingen används filter i form av en plan skiva som nästan helt polariserar ljuset i en riktning. Sådant filter används även i polaroidsolglasögon för att blockera reflexer från horisontella ytor. Eller så används en klar färglös kalcitkristall vilken genom kacitens starka dubbelbrytning delar upp ljuset i två olika strålgångar, i vilka ljuset är helt polariserat vinkelrät mot varandra. 
Det går också att få fram delvis planpolariseat ljus via reflektion. 
Det ämne som ska analyseras betraktas från flera olika håll och även i vridna lägen i förhållande till polarisationsriktningen hos dikroskopet. 

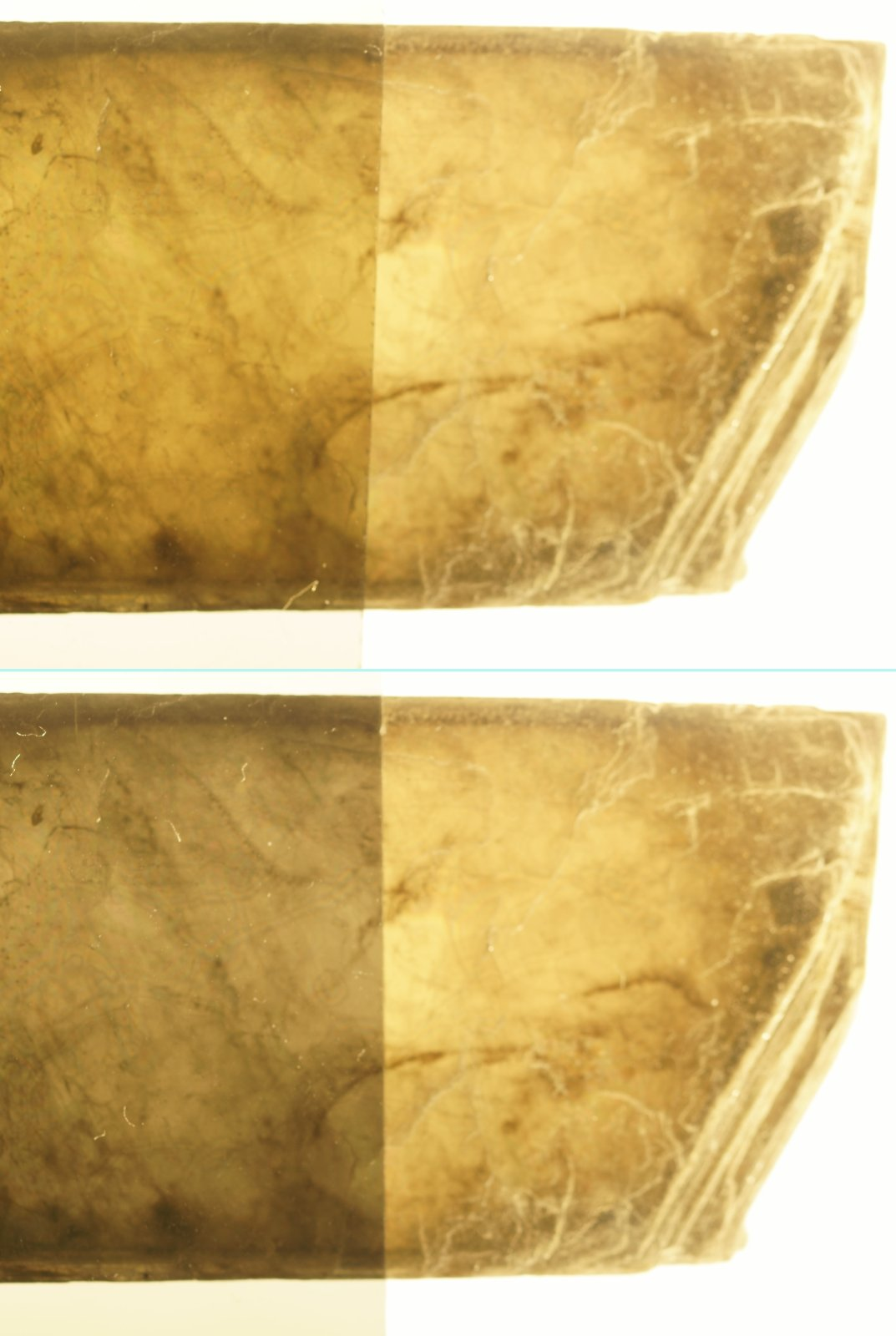
Pleokroism hos glimmer. I den visade bilden framträder effekten bara svagt (övre del vs nedre del till vänster i polariserat ljus). Högra delen i vanligt ljus

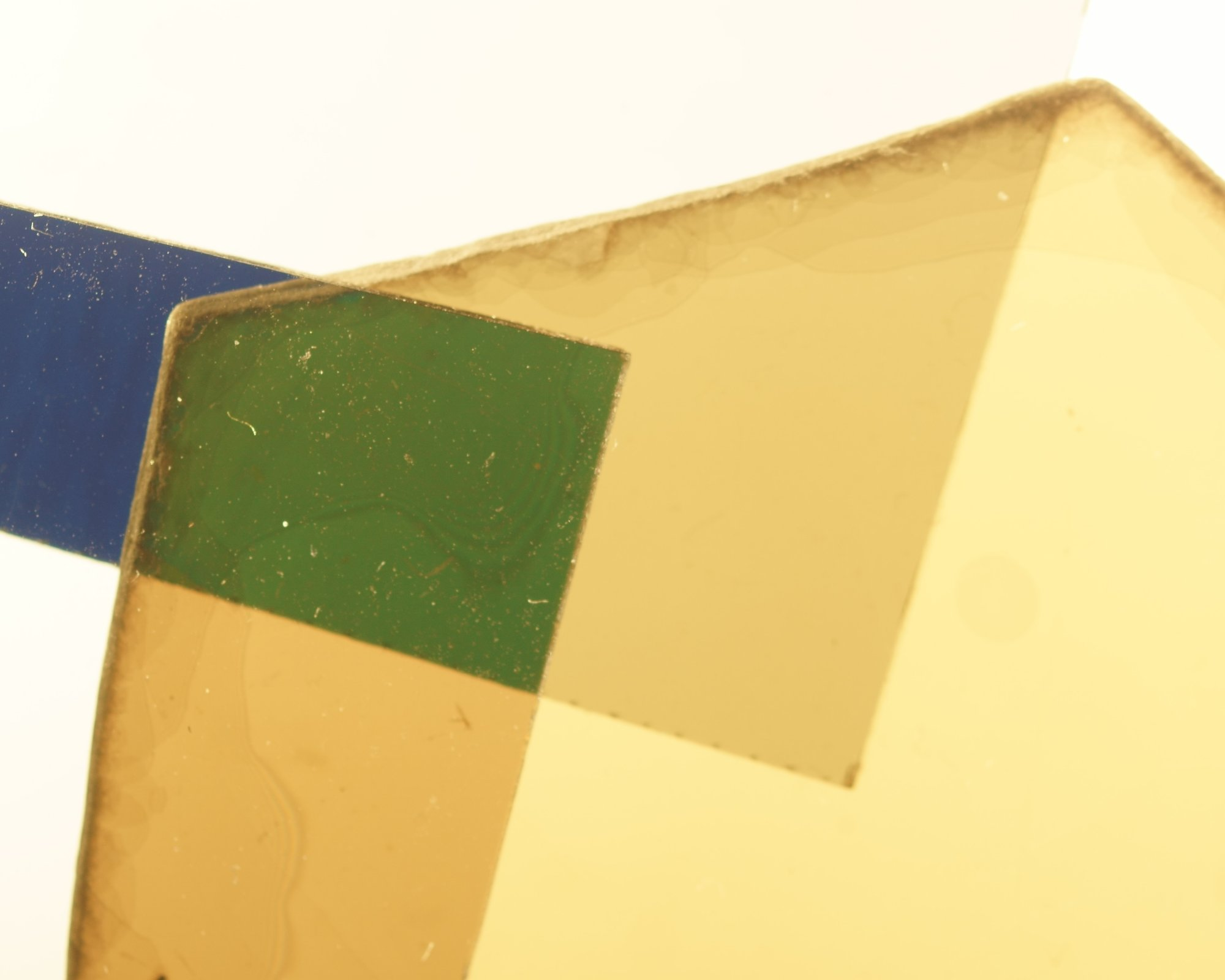
Pleokroism hos ljusbrun glimmer. Men det gröna fältet är interferensfärg och det mörkblåa är nästan total ljussläckning av tvärställda filter

### Polarisationsfilter
Två plana filter är monterade i samma plan i en ram men med polarisationsriktningen vinkelrät mot varandra. Vid pleokroism ser det analyserade ämnets färg olika ut genom de två filtren.
Pleokroism har inget samband med de interferensfärger eller ljusväxlingar som kan ses när man vrider ett anisotropt ämnet som är placerat mellan två korsade nicoller eller polarisationsfilter.

### Haidingers[6]lupp
En kalcitkristall är placerad inne i ett litet rör. Ljuset släpps in genom en liten fyrkantig öppning i ena ändan av röret. Kalcitkristallen delar upp ljuset i två strålgångar och man betraktar resultatet genom en lins i rörets andra ände. Det rörformiga utförandet gör det enkelt att vrida instrumentet (det vill säga polarisationsriktningen) i förhållande till ämnet.

## Mikroskop

### Petrografiskt mikroskop
Med ett petrografiskt mikroskop kan optiska egenskaper hos mineral analyseras i genomfallande ljus. Man nyttjar ett tunnslip, 20-30 μm tjockt så att många mineral som makroskopiskt sett betraktas som ogenomskinliga ändå släpper igenom tillräckligt med ljus för att kunna analyseras. Mikroskopet innehåller två polarisationsfilter korsade vinkelrät mot varandra. För att fastställa pleokroism används bara ett (1) av filtren. I varianten malmmikroskop används påfallande ljus och reflektionspleokroism  kan studeras för opaka anisotropa mineral. 

### Ädelstensmikroskop
Med detta instrument kan fackmannen utesluta störande moment såsom speglingar med mera .

## Historia
I en avhandling om en ny metall (rhodium) beskriver W. Wollaston 1804 hur kaliumtetrakloropalladitkristaller växlar färg beroende från vilket håll man ser det. Färgen är röd i ena riktningen, grön tvärs emot och brun i snett mellanläge. Wollaston nämner även att tidigare har några namngivna personer observerat riktningsberoende färgväxling i några turmaliner.
Upptäckten av effekten pleokroism tillskrivs den franske geologen och mineralogen Louis Cordier då han undersökte och beskrev ett magnesium-aluminiumsilikat. Han gav 1809 mineralet namnet dicroit men J. A. H. Lucas ändrade namnet 1813 till cordierit.

## Mineral med pleokroism
Här är ett urval
- Beryll, variant akvamarin (medium): färglös till ljusblå/ ljusblå till mörkblå
- Krysoberyll, variant alexandrit (stark): mörkt röd/orange/grön (ska inte förväxlas med alexandriteffekt)
- Kvarts, variant ametist (mycket svag): rödaktigt violett/gråviolett
- Cordierit (stark): gul/mörkt blåviolett/blekblå
- Korund, variant rubin (stark): gulaktigt röd/djupt karminröd

Mineral ur turmalingruppen finns i många olika färger. Pleokroismen är stark och växlar i regel mellan: blekare färg/starkare färg. 

### Exempel på mineralspektra
California Institute of Technology, Pasadena, Californina, USA listar spektra för ett flertal färgade mineral på http://minerals.gps.caltech.edu/FILES/Visible/Index.html. Några spektra är uppmätta i olika axelriktningar. Uppmätningen sträcker sig ofta in i det infraröda området. Ett urval av spektra för mineral med pleokroism nås på följande länkar: 
- Länk till spektrum för cordierit
- Länk till spektrum för beryll, variant akvamarin
- Länk till spektrum för uvit, en slags turmalin

## Användning
Egenskapen pleokroism kan användas som ett led i mineralidentifikation. Man kan ringa in vilken grupp mineralet tillhör. Men det går inte som ensam metod att direkt kunna se vilket mineralet är. Ädel- och smyckesstensslipare kan välja vilken orientering av stenen som är bäst för att framhäva önskad färg.
Se även
- Alexandriteffekt
- Cirkulär dikroism
- Dikromatism
- Dispersion
- Dubbelbrytning
- Interferensfärg
- Opalescens
- Petrografi
- Rayleighspridning
- Ädelsten

1. 1 2 3  Walter Schumann, Ädelstenar och prydnadsstenar 13:e upplagan, Sveriges Gemmologiska Riksförening, sidan 49, ISBN 978-91-6319-069-8
2. 1 2 3 4 5  Nordisk familjebok/Uggleupplagan. 21. 1915 1061-1062
3. ↑  Elke Hålenius, Kompendium för Kristalloptik, hösten 1994, Uppsala Universitet, Institutionen för Geovetenskap Mineralogi-petrologi, sidan 54
4. ↑  Nordisk familjebok/Uggleupplagan. 14. 1911 1341-1342
5. ↑  http://www.brocku.ca/earthsciences/people/gfinn/optical/bxrelief.htm läst 2016-01-09
6. ↑   Nordisk familjebok/Uggleupplagan. 6. 1907 416
7. ↑  Stefan Andersson, Självständigt arbete Nr 16, Malmmikroskopering – en studie av sulfidmineral från Långbantrakten, Bergslagen, Sverige, sidan 13, www.diva-portal.org/smash/get//diva2:506917/FULLTEXT01.pdf läst 2014-03-01
8. ↑  Willian Hyde Wollaston;On a new metal, found in crude platina; Philosophical Transactions of the Royal Society Lond. 1804 94 419-430; punkt G10 sida 428
9. ↑  L. Cordier; Description du dichroïte, nouvelle espèce minérale; Journal de Physique,de Chemie, d’Histoire Naturelle et des Arts; volym 68 1809 sida 298-304